# Смирнов, Константин Алексеевич
Константи́н Алексе́евич Смирно́в (11 июля 1948, Владивосток — 20 сентября 2021) — советский и российский учёный-биолог, кандидат биологических наук (1984), а также писатель

.

## Биография
Родился 11 июля 1948 года во Владивостоке в семье военного. Заочно окончил Кировский сельскохозяйственный институт в городе Кирове по специальности «Охотоведение». Работал охотоведом в Ярославской области. В 1977—2017 годах — научный сотрудник Лаборатории лесоведения АН СССР (с 1991 года — Институт лесоведения РАН). В этот период он стал известным специалистом по определению численности копытных-дендрофагов и их трофической деятельности.
В 1984 году он успешно защитил кандидатскую диссертацию на тему «Влияние лося на рост и восстановление ели в лесах южной тайги» по специальности «экология» (научные руководители А. Я. Орлов и Б. Д. Абатуров). Основные материалы диссертации были в 1987 году изданы в виде монографии «Роль лося в биоценозах южной тайги».
В 1988 году К. А. Смирнов работал в Северо-Осетинском заповеднике, изучая воздействие свободно пасущихся зубров на лиственные леса. В 2002 году он начал работу в национальном парке «Орловское полесье» в рамках проекта РФФИ.
Скончался 20 сентября 2021 года.

## Семья
Два сына, получивших биологическое образование; младший — ихтиолог, кандидат биологических
наук.

## Основные труды
- Смирнов К. А. Влияние лося на рост и восстановление ели в лесах южной тайги (на примере Ярославской области). Диссертация на соискание степени кандидата биологических наук : 03.00.16.. — М., 1984. — 204 с.
- Смирнов К. А. Роль лося в биоценозах южной тайги. — М.: Наука, 1987. — 144 с.
- Абатуров Б. Д., Смирнов К. А. Современное влияние лося на формирование древостоев в лесах центральных областей европейской части СССР // Третий межд. симп. по лосю, Сыктывкар, СССР. — 1990.
- Смирнов К. А., Судницына Т. Н. Изменение структурных и физико-химических параметров экосистемы ельника под влиянием лося (Alces alces L.) // Экология. — 2003. — № 3.. — С. 194–199.
- Смирнов К. А., Серяков А. Д. Реакция ели европейской на повреждение коры лосем в южной тайге // Лесоведение. — 2005. — № 2. — С. 32–37.
- Смирнов К. А. Закономерности формирования подроста и подлеска в южнотаежном ельнике при разной  трофической нагрузке лося // Лесоведение. — 2007. — № 3. — С. 52–58.
- Смирнов К. А. Опыт оценки запасов веточного корма лесных копытных с использованием связи между диаметром побегов и их массой // Зоологический журн. — 2007. — Т. 86, № 7. — С. 883–890.
- Белоусова И. П., Смирнов К. А., Казьмин В. Д., Кудрявцев И. В. Генетические характеристики и прогноз существования вольноживущей популяции европейского зубра, создаваемой в национальном парке “Орловское полесье” // Генетика. — 2004. — Т. 40, № 3. — С. 380–385.
- Белоусова И.П., Смирнов К. А., Казьмин В. Д., Кудрявцев И. В. Реинтродукция европейского зубра в лесную экосистему национального парка “Орловское полесье” // Экология. — 2005. — № 2. — С. 132–137.
- Мир Кактусов. Домашняя энциклопедия (CD издание) 2004
- Кактусы в домашней коллекции и под открытым небом. М.: Центрполиграф, 2008 — ISBN 978-5-9524-3744-9